# Nymphargus wileyi
Nymphargus wileyi es una especie de anfibio anuro de la familia Centrolenidae.

## Distribución geográfica
Esta especie es endémica de la provincia de Napo en Ecuador. Habita a 2100 m de altitud en la vertiente oriental de la Cordillera Oriental.

## Descripción
Los machos miden de 24.0 a 26.2 mm y las hembras hasta 27.1 mm.

## Etimología
Esta especie lleva el nombre en honor a Edward Orlando Wiley.

## Publicación original
- Guayasamin, Bustamante, Almeida-Reinoso & Funk, 2006 : Glass frogs (Centrolenidae) of Yanayacu Biological Station, Ecuador, with the description of a new species and comments on centrolenid systematics. Zoological Journal of the Linnean Society, vol. 147, p. 489-513[5]